# 1692
سنة 1692 كانت سنة كبيسة تبدأ يوم الثلاثاء (الرابط يظهر نموذج التقويم الكامل للسنة) من التقويم الميلادي، وسنة كبيسة تبدأ يوم الجمعة من التقويم اليولياني.

## أحداث
- تأسيس مدينة كينغستون وتقع حاليا في جامايكا.
- أغسطس - معاهدة وجدة بين العلويين والأتراك استرجع من خلالها المولى إسماعيل السيطرة على مدينة وجدة.

## مواليد
- عبد الله بن حسين السويدي، لغوي وكاتب عراقي.
- رضي الدين الموسوي المكي، عالم مسلم وأديب حجازي.

## وفيات
- هينيغ براند
- شديد الحرفوشي أمير بعلبك